# 城山さやか
城山 さやか（しろやま さやか、1990年9月14日 - ）は、東京都出身の日本のグラビアアイドル。バンビプロモーションに所属。

## 人物
- 都内の有名大学に在籍。キャッチフレーズは「超お嬢様学校からのスレンダータレント」。
- 身長159cm、B82（C65）・W57・H89cm。衣装サイズ7〜9号、靴のサイズ23.0cm。
- これまでの同事務所での新人イベント集客数では最も多い動員数を記録している。
- 趣味はダンス。

## 略歴
2010年2月11日 城山さやか 秋葉原アイドル水着撮影会『あきスタ!』が初撮りとなる。

## 作品

### グラビア・撮影会
- 悩殺☆ガールズEX（2010年1月30日）
- 城山さやか 秋葉原アイドル水着撮影会『あきスタ!』（2010年2月11日）
- 城山さやか アイドル撮影会『アケスタ』（2010年2月28日）